# Tau1 Gruis
Tau1 Gruis (skatalogowana jako HD 216435 lub HR 870) – żółty karzeł, w dobrych warunkach widoczny gołym okiem, znajdujący się 109 lat świetlnych od Słońca w konstelacji Żurawia. W roku 2002 odkryto planetę orbitującą wokół tej gwiazdy skatalogowaną jako Tau1 Gruis b.